# Sveriges film- och videoförbund
Sveriges Film- och Videoförbund, SFV, är ett riksförbund (en ideell förening) för icke-professionella filmskapare i Sverige. Föreningen anordnar kurser, delar ut stipendier till unga filmskapare och skriver om film i tidskriften Filmkrets. SFV arrangerar årligen Sveriges Kortfilmfestival som är Sveriges äldsta filmfestival.
Medlemmar i föreningen är såväl klubbar som enskilda personer. Bland klubbmedlemmarna finns Ericssons Film- och Videoklubb och Värmlands Filmförbund.

## Tidigare ordförande
Följande personer har varit förbundsordförande för SFV:
- 1985: Erland Nordensköld
- 1985-1997: Björn Andreasson
- 1997-2001: Tomas Lindh
- 2001-2005: Mike Räsänen
- 2006-2009: Magnus Elmborg
- 2010-2012: Rickard Westerlind
- 2013-2014: Magnus Elmborg
- 2015: Johan Groth
- 2016-2017: Freja Andersson
- 2018: Anna Virta
- 2019: Filip Hallbäck
- 2020-: Freja Andersson